# 足立鳩吉
足立 鳩吉（あだち きゅうきち、1858年（安政5年）- 1939年（昭和14年））は、日本の建築家。

## 経歴
安政5年（1858年）生まれ。陸軍教導団工兵科卒業後、工兵伍長として陸軍に在任。
1884年（明治17年）太政官傭・臨時建築局傭。ジョサイア・コンドルの官庁集中計画を補佐。
1886年（明治19年）海軍省技手となる。1888年（明治21年）に再び臨時建築局傭となり、翌1889年（明治22年）から宮内省内匠四等技手を拝命。内匠寮勤務。
芝離宮洋館（1891年）の設計・監理を担当。京都国立博物館も設計に関わったとされる
1903年（明治36年）、皇居御造営東西溜ノ間上家雛形を献納。
1908年（明治41年）に内匠寮初代工務課長となる。1911年（明治44年）竣工の横浜市役所旧庁舎（設計：池田稔）では山本宇三吉とともに現場監督をつとめた。
1927年（昭和2年）、東京博物館上野別館移築を担当した
昭和14年月日不明卒去。墓所は青山霊園立山墓地。